# St. Mary Lake
St. Mary Lake – drugie pod względem wielkości jezioro (po Lake McDonald) na terenie parku narodowego Glacier, w stanie Montana w hrabstwie Glacier. Jezioro leży na wschód od wododziału kontynentalnego przechodzącego przez najwyższą część parku. 
Wzdłuż północnego brzegu jeziora wiedzie droga widokowa Going-To-The-Sun Road, która poprzez przełęcz Logan pozwala pokonać park w kierunku wschód-zachód. Going-to-the-Sun Road stopniowo wspina się w kierunku przełęczy Logan, a podróżując nią mija się wiele punktów widokowych, które dają możliwość zobaczenia całego jeziora oraz m.in. lodowca Jackson Glacier i wyspy Wild Goose Island.

## Geografia
Jezioro leży na dnie U - kształtnej doliny utworzonej przez cofający się lodowiec w okresie ocieplania się klimatu około 10 tys. lat temu. Długość jeziora wynosi 15,9 km (9,9 mil), a maksymalna głębokość 91 m. W około połowie długości jeziora znajduje się charakterystyczna wysepka Wild Goose Island.
Wody jeziora są bardzo zimne. Temperatura w lecie nie przekracza 10°C. W zimie całe jezioro zamarza pokrywając się 1,2 m taflą lodu.

## Turystyka
W pobliżu wschodniego krańca jeziora znajduje się jedno z trzech centrów informacyjnych dla turystów w Parku Narodowym Glacier, obsługiwane przez rangers z National Park Service. Jest to St. Mary Visitor Center.

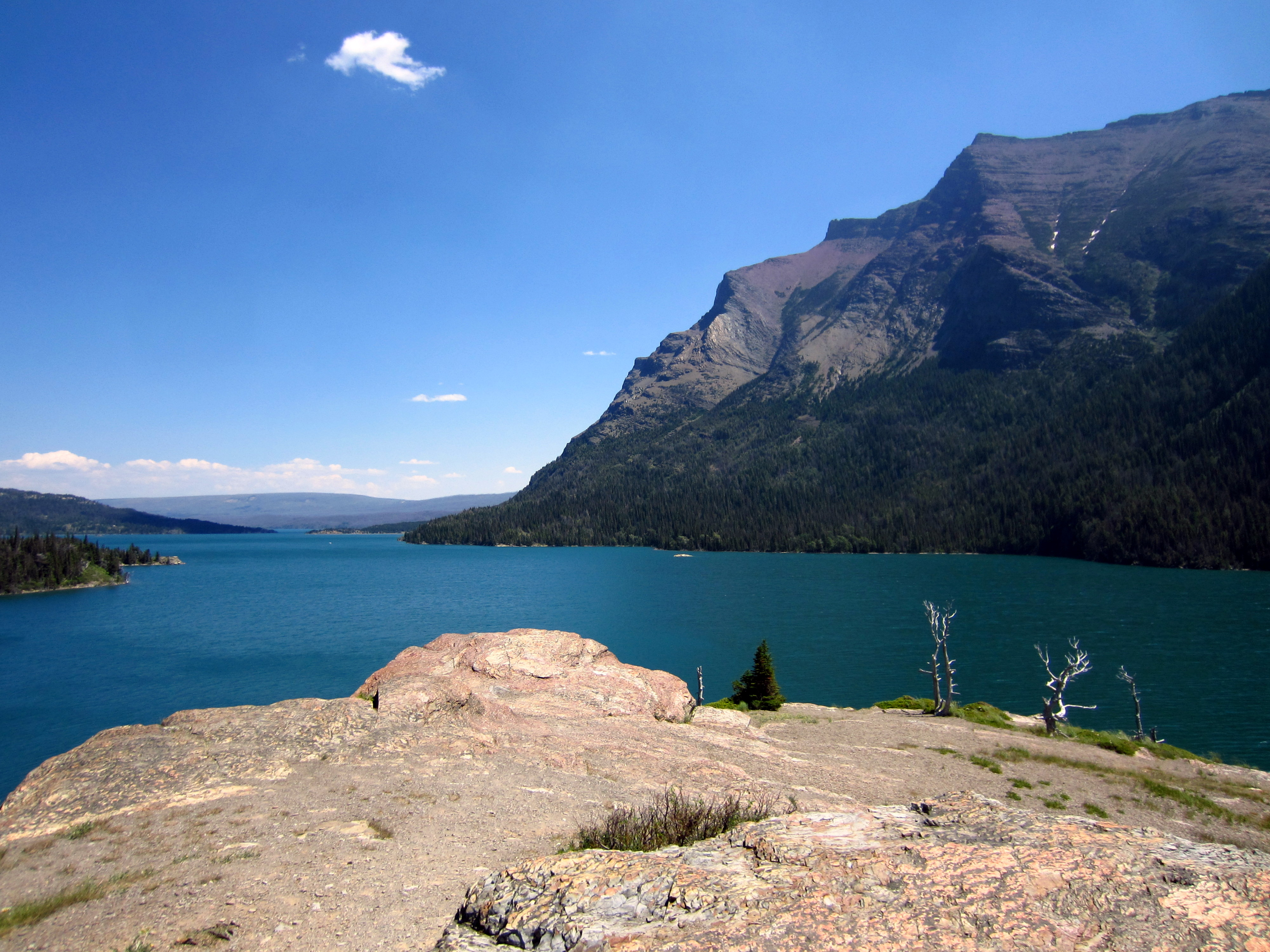
Widok z zachodniego krańca jeziora na wschód

Jezioro St. Mary Lake jest jednym z najpopularniejszych miejsc w Parku Narodowym Glacier. Wokół brzegów jeziora znajduje się wiele szlaków pieszych o różnym stopniu trudności, o łącznej długości 181 km. Wiele z nich prowadzi do punktów widokowych, z których można podziwiać jezioro i majestatyczne otoczenie. Wokół jeziora jest kilka wodospadów, których wody wpadają do jeziora. Prowadzą do nich szlaki piesze. Największymi wodospadami są Virginia Falls, St. Marys Falls, Baring Falls.

## Fauna
Po wykupieniu pozwolenia w jeziorze wolno łowić ryby. Ze względu na temperaturę i ubogość wód w plankton nie ma wielu gatunków ryb. Najczęściej spotykanymi gatunkami są palia jeziorowa, pstrąg tęczowy, łosoś Clarka a także inne gatunki z łososiowatych występujące tylko w Stanach Zjednoczonych jak np. Coregonus artedi czy znajdujący się na liście gatunków zagrożonych Salvelinus confluentus. Po wodach jeziora pływa nur lodowiec a na brzegach zdobyczy wypatrują rybołów zwyczajny i  amerykański podgatunek orła przedniego (Aquila chrysaetos canadensis).   